# Aleisanthia
Aleisanthia, biljni rod iz porodice broćevki, dio tribusa Aleisanthieae. Sastoji se od dvije priznate vrste rasprostranjenih po Malajskom poluotoku.
Rod je opisan 1920.

## Vrste
1. Aleisanthia rupestris (Ridl.) Ridl.
2. Aleisanthia sylvatica Ridl.